# Bakau United FC
El Bakau United Football Club es un equipo de fútbol de Gambia que milita en la Liga de fútbol de Gambia, la liga de fútbol más importante del país.

## Historia
Fue fundado en el año 1996 en la ciudad de Bakau, al oeste de Gambia, aunque sus partidos de local los juegan en la ciudad de Serrekunda, logrando el ascenso a la máxima categoría en tan solo 2 años de existencia, aunque nunca han conseguido el título de la Liga de fútbol de Gambia. Su logro más importante ha sido ganar la Copa de fútbol de Gambia en la temporada 2005 luego de vencer en la final 4-1 al Wallidan FC.
A nivel internacional han participado en un torneo continental, la Copa Confederación de la CAF 2006, en la cual fueron eliminados en la ronda preliminar por el OC Bukavu Dawa de la República Democrática del Congo.

## Palmarés
- Copa de fútbol de Gambia: 1

2005

## Participación en competiciones de la CAF
| Temporada | Torneo                       | Ronda      | Club           | Casa | Visita | Global |
| --------- | ---------------------------- | ---------- | -------------- | ---- | ------ | ------ |
| 2006      | Copa Confederación de la CAF | Preliminar | OC Bukavu Dawa | 1-0  | 0-2    | 1-2    |

## Entrenadores
- Lamin Sarr (2013-2015)